# Nakajima A1N
El Nakajima A1N, o Caza Embarcado Tipo 3 de la Armada, fue un caza embarcado japonés de finales de la década de 1920 y principios de la de 1930. Era una copia con licencia del caza británico Gloster Gambet, construido por la Compañía Aeronáutica Nakajima para la Armada Imperial Japonesa. Se construyeron aproximadamente 150 unidades en dos versiones: A1N1 y A1N2.

## Desarrollo
En 1926, los cazas Mitsubishi 1MF de la Armada Imperial Japonesa (también conocidos como Caza Embarcado Tipo 10) necesitaban ser reemplazados, por lo que se les pidió a tres de los principales constructores de aeronaves japoneses, Nakajima, Mitsubishi y Aichi, propuestas para un nuevo caza embarcado.
Nakajima adquirió una licencia de la compañía británica Gloster Aircraft para la producción del Gloster Gambet. Se trataba de un diseño de financiación privada como derivado embarcado de su anterior caza Gloster Gamecock. El prototipo del Gambet fue construido por Gloster y voló por primera vez el 12 de diciembre de 1927.
El prototipo del Gambet se envió a Japón a principios de 1928. Tras modificaciones y la instalación de un motor Bristol Jupiter fabricado por Nakajima, la Armada japonesa lo evaluó, comparándolo con competidores de Aichi y Mitsubishi. Demostró ser más maniobrable, a la vez que estable como plataforma de armas, y en abril de 1929 fue seleccionado para la producción como Caza Embarcado Tipo 3 de la Armada, con la designación corta A1N1. Se construyeron 50 A1N1.
El A1N2 utilizaba el motor Nakajima Kotobuki 2 de 336 kW (450 hp) y se introdujo en 1930. La producción de aproximadamente 100 ejemplares se completó en 1932.

## Diseño
El Gambet era un biplano monoplaza de un solo vano, construido íntegramente en madera y propulsado por un motor radial Bristol Jupiter refrigerado por aire. Si bien era similar al Gamecock, estaba equipado con alas de mayor envergadura, bolsas de flotación internas y ganchos de detención para operaciones en portaaviones.

## Historia operacional
El A1N1 entró en servicio en 1929, reemplazando al Mitsubishi 1MF. Prestó servicio en los portaaviones Hōshō, Akagi, Kaga y Ryūjō. El A1N2 mejorado entró en servicio en 1930, y su producción continuó hasta 1932.
El A1N voló desde los portaaviones Hōshō y Kaga durante el incidente de Shanghái de 1932 entre Japón y China. Los A1N del Kaga lograron la primera victoria aérea de la Armada Imperial Japonesa el 22 de febrero de 1932, al derribar un Boeing P-12 (en concreto, un Model 218, prototipo de la variante P-12E/F4B-3, vendido a la Fuerza Aérea China tras su evaluación) pilotado por el piloto voluntario estadounidense Robert Short. Una formación de 15 aviones, compuesta por Mitsubishi B1M con escoltas A1N, atacó la Base Aérea de Qiaosi en Hangzhou el 26 de febrero de 1932, enfrentándose a cazas chinos en un combate aéreo y derribando al menos un Junkers K 47.
Los A1N continuaron en servicio hasta 1935, siendo reemplazados por el Nakajima A2N o Caza Embarcado Tipo 90 de la Armada.

## Variantes
Gloster Gambet
Prototipo de caza embarcado diseñado y construido por Gloster Aircraft Company en el Reino Unido. Propulsado por un motor radial Bristol Jupiter VI de 313 kW (420 hp), uno construido.
Nakajima A1N1
Versión inicial de producción con licencia. Propulsada por un motor Jupiter VI fabricado por Nakajima; se fabricaron 50 unidades entre 1928 y 1930.
Nakajima A1N2
Versión de producción mejorada, propulsada por un motor Nakajima Kotobuki 2 de 336 kW (450 hp). Se fabricaron aproximadamente 100 unidades entre 1930 y 1932.

## Operadores
Japón
- Servicio Aéreo de la Armada Imperial Japonesa

## Especificaciones (A1N2)
Referencia datos: Japanese Aircraft 1910-1941

### Características generales
- Tripulación: Uno (piloto)
- Longitud: 6,5 m (21,3 ft)
- Envergadura: 9,7 m (31,8 ft)
- Altura: 3,3 m (10,8 ft)
- Superficie alar: 26,3 m² (283,1 ft²)
- Peso vacío: 882 kg (1943,9 lb)
- Peso máximo al despegue: 1375 kg (3030,5 lb)
- Planta motriz: 1× motor radial de 9 cilindros refrigerado por aire Nakajima Kotobuki 2.
  - Potencia: 336 kW (463 HP; 457 CV)
- Hélices: Bipala de madera de paso fijo

### Rendimiento
- Velocidad máxima operativa (Vno): 241 km/h (150 MPH; 130 kt)
- Velocidad crucero (Vc): 148 km/h (92 MPH; 80 kt)
- Alcance: 370 km (200 nmi; 230 mi)
- Techo de vuelo: 7000 m (22 966 ft)
- Carga alar: 3,1 kg/m² (0,6 lb/ft²)
- Potencia/peso: 0,24 kW/kg
- Tiempo a altitud: 6 min 7 s para 3000 m (9800 pies)

### Armamento
- Ametralladoras: 

  - 2 de 7,7 mm frontales fijas
- Bombas: 

  - 2 de 30 kg

## Aeronaves relacionadas

### Desarrollos relacionados
- Gloster Gamecock

### Secuencias de designación
- Secuencia A_N (Cazas embarcados de la AIJ (Nakajima)): A1N - A2N - A3N - A4N
- Secuencia A__ (Cazas embarcados de la AIJ (Sistema Corto))): A1N - A2N - A3N - A4N →